# Levikset repee
Levikset repee è un singolo della rapper finlandese Sini Sabotage, pubblicato nel 2013 dalla PME Records, in collaborazione con Villegalle degli JVG. Il brano ha anticipato l'uscita dell'album di debutto, 22 m², pubblicato il 5 dicembre 2013.
Il singolo è entrato nelle classifiche e ha raggiunto la prima posizione nelle classifiche dei singoli più comprati e scaricati.
Il video musicale è stato pubblicato sull'account ufficiale di Sini Sabotage il 3 maggio 2013.
Il rapper Mäkki nel giugno 2013 ha pubblicato una cover del brano, al quale è stato completamente modificato il testo.

## Tracce
1. Levikset repee – 3:21 (DJPP, Jaakko Salovaara, Sini Sabotage, VilleGalle)

## Classifica
| Classifica           | Massima posizione |
| -------------------- | ----------------- |
| Finlandia            | 1                 |
| Finlandia (digitale) | 1                 |